# Web-doc
Il web-doc, o anche documentario interattivo, web documentario, documentario multimediale o docuweb, è un tipo di documentario inventato negli anni duemila, multimediale interattivo e ibrido per tecnologia pensato per essere fruito attraverso internet.
Dal punto di vista del contenuto, il web-doc si presta a una partecipazione attiva dell'utente, che da fruitore si trasforma in partecipante attivo, che può scegliere il proprio metodo di fruizione e esplorare il documentario nelle sue parti secondo percorsi personalizzati e con i propri tempi.
Dal punto di vista multimediale, se un documentario classico è un prodotto audiovisivo, il web-doc prevede l'uso di audio e video integrati a grafiche, testi, infografiche, collegamenti ipertestuali realizzati in html o flash. Avvicinandosi in questo ai documenti ipertestuali, ai vecchi libri-game e ai videogiochi.
Per realizzare i web-doc, che hanno avuto un vero e proprio boom dal 2007-2009 in poi, sono stati progettati dei software dedicati specifici.
È oggi materia di studio nei corsi di laurea in Comunicazione dei nuovi media  (Interactive Media Communications) o, per esempio, alla MFA in Integrated Media Arts Program, Hunter College, New York, come Web Documentary course information.
A partire dalla 21ª edizione del Festival Internazionale di Fotogiornalismo Visa pour l'Image (Perpignan 2009) esiste il Premio RFI-France24 dedicato al web-doc: vincitore di questa prima edizione tematica è stato Le Corps incarcéré (Il corpo imprigionato), produzione Le Monde.fr.